# 路易·尼古拉·克莱朗博
路易·尼古拉·克莱朗博（法語：Louis-Nicolas Clérambault；1676年12月19日—1749年10月26日）是法国作曲家，圣西尔圣路易皇家学院的音乐指导。

## 作品節選
- E小调三重奏鸣曲《华丽》
- 康塔塔《赫洛与勒安得耳》
- 康塔塔《赫拉克勒斯之死》
- 康塔塔《太阳 云之主宰》
- 康塔塔《奥菲欧》
- 康塔塔《波吕斐摩斯》
- 经文歌《向人群高唱赞歌》
- 《求主垂怜》
- 歌剧《伊里斯的胜利》
- 第1教会调式管风琴组曲
- 第2教会调式管风琴组曲[2]